# Antonio Maria Vegliò
Antonio Maria Vegliò (Macerata Feltria, Itàlia, 3 de febrer de 1938) és un arquebisbe italià de l'Església Catòlica, que serví com a diplomàtic vaticà i a la Cúria Pontifícia. Actualment és el President del Consell Pontifici per a la Cura Pastoral dels Migrants i els Itinerants. Vegliò va ser creat cardenal pel Papa Benet XVI el 18 de febrer de 2012.

## Biografia
Nascut a Macerata Feltria, va ser ordenat prevere per l'arxidiòcesi de Pesaro el 1962. Va ser enviat a Roma, on assistí a l'Acadèmia Pontifícia Eclesiàstica, on estudià diplomàcia. Juntament amb el seu italià nadiu, parla anglès, francès i castellà.

### Nunci
El 1985 va ser nomenat arquebisbe titular d'Eclano i Pro-nunci apostòlic a les Illes Salomó i a Papua Nova Guinea. El 1989, pro-nunci apostòlic al Senegal, Guinea-Bissau, Cap Verd i Mali i promogut a nunci apostòlic el 1994. Serví com a nunci apostòlic al Líban i Kuwait entre 1997 i 1999.

### Tasca curial
El 2001, l'arquebisbe Vegliò esdevingué Secretari de la Congregació per a les Esglésies Orientals i, el 2009, President del Consell Pontifici per a la Cura Pastoral dels Migrants i els Itinerants.
El gener del 2012 s'anuncià que l'arquebisbe Vegliò seria inclòs a una llista de 22 noms que serien creats cardenals el 18 de febrer. Així doncs, al consistori celebrat aquell dia va ser proclamat cardenal diaca de San Cesareo in Palatio. El 21 d'abril de 2012, el cardenal Vegliò va ser nomenat, pel termini habitual de cinc anys, com a membre de la congregació pel Culte Diví i la Disciplina dels Sagraments i del Consell Pontifici per a la Família i del Consell Pontifici pels Laics.
El 2009 organitzà la primera trobada europea per la cura pastoral dels carrers (drogoaddictes, prostitutes, nens, sense llar...) Ha intervingut en diverses ocasions al debat públic en suport dels drets dels migrats, refugiats, immigrants, desplaçats o altres persones desemparades a causa del seu estatus en mobilitat. Va parlar contra la pirateria que infesta els mars i llançà una campanya de solidaritat amb els pescadors i les seves famílies afectades pel tsunami del Japó.
Va ser un dels cardenals electors que van participar en el conclave de 2013, que elegí el Papa Francesc.
El Papa Francesc nomenà el cardenal Vegliò a la Comissió Pontifícia per l'Estat de la Ciutat del Vaticà l'1 de juny de 2013.

## Opinions

### Drets dels migrants
L'agost de 2009, es lamentà per les morts de més de 70 eritreus que volien arribar a Itàlia en una llanxa i criticà el govern de Berlusconi i les seves noves polítiques d'immigració.

### La prohibició dels minarets a Suïssa
Vegliò declarà que el referèndum realitzat a Suïssa contra la construcció de més minarets era un cop dur per a la llibertat de religió i la integració en aquell país. El seu col·lega Agostino Marchetto expressà un punt de vista diferent, senyalant que el vot dels suïssos no comprometia la llibertat religiosa.